# Liliane Pfeuti
Liliane Pfeuti ist eine ehemalige Schweizer Basketballspielerin.

## Karriere
Pfeuti nahm mit der Schweizer Basketballnationalmannschaft der Damen an der Europameisterschaft 1950 in Budapest teil. In den Spielen gegen die Tschechoslowakei (16:70), die Niederlande (29:30), Italien (18:61), Israel (28:21), Österreich (28:26), Rumänien (27:34) und Belgien (29:32) erzielte die Schweizerin 16 Punkte. Gegen die Tschechoslowakei (8 Punkte) überzeugte Pfeuti als erfolgreichste Werferin des Teams. Ausserdem nahm Pfeuti mit der Nationalmannschaft an der Europameisterschaft 1952 in Moskau teil. In den Spielen gegen Polen (22:40), die DDR (53:8), die Sowjetunion (12:104), Österreich (34:25) und Frankreich (31:46) erzielte die Schweizerin 16 Punkte. Gegen die Sowjetunion (3 Punkte) überzeugte Pfeuti als erfolgreichste Werferin des Teams. Weiterhin nahm Pfeuti mit der Nationalmannschaft an der ersten Weltmeisterschaft 1953 in Santiago de Chile teil. In den Spielen gegen Chile (28:37), Kuba (28:32), Mexiko (25:40), Peru (26:34) und erneut Kuba (17:5) erzielte die Schweizerin zwölf Punkte. Zudem nahm Pfeuti mit der Nationalmannschaft an der Europameisterschaft 1956 in Prag teil. In den Spielen gegen die Sowjetunion (25:153), die Niederlande (18:71), Österreich (29:69), Dänemark (58:56 OT), Finnland (54:70), Rumänien (34:91), Schottland (63:50) und erneut Dänemark (33:47) erzielte die Schweizerin 43 Punkte.
Im Sommer 1956 war Pfeuti verheiratet und spielte auf Vereinsebene in Genf.